# Микулаш Дзуринда
Микулаш Дзуринда (слч. Mikuláš Dzurinda; Спишки Штврток, Округ Љевоча, 4. фебруар 1955) је словачки политичар и у два мандата био председник владе Словачке. Тренутно је посланик у Народној ради Републике Словачке.

## Лични живот
Рођен је у селу Спишки Штврток, у округу Љевоча. Завршио је средњу жељезничку школи у Спишка Новој Вес. 1979. године је дипломирао на Универзитету за саобраћај и везе у Жилини, где је 1988. године завршио и посдипломске студије и стекао звање кандидата наука. Радио је у Институту за саобраћај у Жилини као економски аналитичар од 1979. године до 1988. године. Био је директор за информационе технологије на регионалној дирекцији чехословачких државних железница у Братислави од 1988 године до 1990. године.
Ожењен је и има две кћерке. Поред матерњег словачког говори енглески и француски језик.

## Политичка каријера
Оснивач је и лидер Словачке демократске коалиције (СДК), затим Словачке демократске и хришћанске уније-Демократска странка. Од 2002. године до 2006. године његова странка формира коалициону владу са Хришћанско-демократским покретом, Савезом Нових грађанина и Странком мађарске коалиције. Влада Микулаша Дзуринде је означена као реформистичка. Успех реформи влада говори о завршеним приступним преговорима са ЕУ и улазак Словачке у ЕУ и трансатланске економске и политичке структуре.
Године 1991. био је помоћник министра транспорта; од марта 1994. године до октобра 1994. године био је министар саобраћаја, поште и телекомуникација у влади Јозефа Моравчика. Од 1998. године до 2006. године био је премијер у два мандата и то од 30. октобра 1998. године до 15. октобра 2002. године први мандат, а други је трајао од 16. октобра 2002. године до 4. јула 2006. године. Од јула 2010. године до априла 2012. године био је министар спољних послова у влади Ивете Радичове.